# اوچیانژ
اوچیانژ (به لهستانی:  Ociąż) یک روستا در لهستان است که در گمینا نووه سکالمیژتسه واقع شده‌است. اوچیانژ ۱٬۰۰۰ نفر جمعیت دارد.